# 반자이정
반자이정(板西町)은 도쿠시마현 이타노군에 있던 정이다. 현재의 이타노정에 해당한다.

## 역사
- 1889년 10월 1일 - 정촌제 시행에 의해 이타노군 반자이촌이 성립하였다.
- 1908년 7월 29일 - 마쓰사카촌, 사카에촌과 합병해 이타노정이 성립, 동일 반자이정은 폐지되었다.

## 교통

### 철도
- 일본국유철도
  - 고토쿠 본선 (현 고토쿠선)

### 도로
현재는 구 촌내에 다카마쓰 자동차도의 이타노 나들목이 있고, 도쿠시마 자동차 도로가 지나가고 있지만, 당시에는 미개통이었다.

## 참고문헌
- 角川日本地名大辞典 36 徳島県